# Corpus Christianorum
Pour les articles homonymes, voir CCL.
Le Corpus Christianorum (CC, CCL ou CChr en abrégé), est une collection savante éditée par les bénédictins à Turnhout (Belgique) chez l'imprimeur Brepols.  Son objectif est de publier, dans le cadre d'une collaboration internationale, tous les ouvrages grecs et latins en rapport avec l'Église chrétienne depuis les auteurs patristiques jusqu'à la fin du Moyen Âge. Sans traduction ni commentaire, chaque volume fait l'état de la recherche philologique, ce qui en fait une des éditions de référence pour les médiévistes.
L'origine du Corpus Christianorum remonte à 1945, lorsque Eligius Dekkers, moine bénédictin de l'abbaye Saint-Pierre de Steenbrugge, entreprend d'actualiser la Patrologia Latina de Jacques Paul Migne. Le plan initial ne devait concerner que les œuvres latines de l'époque de Tertullien à celle de Bède le Vénérable.
Le projet a débuté avec la revue Sacris Erudiri, puis par l'édition de Dekkers du Clavis Patrum Latinorum (CPL) en 1951. Le Corpus Christianorum a depuis pris de l'ampleur, il comptait plus de 300 volumes en 2005, et comprend les sous-séries suivantes.

## Les séries principales
- Corpus Christianorum, Series Latina (CCSL) : textes latins chrétiens des huit premiers siècles. 
  - Clavis Patristica Pseudepigraphorum Medii Aevii, manuel.

- Corpus Christianorum, Continuatio Medievalis (CCCM) : textes latins chrétiens de l'époque carolingienne jusqu'à la fin du Moyen Âge. 
  - Clavis Scriptorum Latinorum Medii Aevi : Auctores Galliae, manuel.
  - Lexica Latina Medii Aevi : Nouveau Recueil des Lexiques Latin-Français du Moyen Age.

- Corpus Christianorum, Series Graeca (CCSG) : textes grecs chrétiens, principalement après le premier concile de Nicée.
  - Clavis Patrum Graecorum, manuel.
  - Corpus Nazianzenum : avec les écrits de Grégoire de Nazianze.

- Corpus Christianorum, Series Autographa
  - Autographa Medii Aevi (CCAMA) : manuscrits latins autographes du Moyen Âge.

- Corpus Christianorum, Series Apocryphorum (CCSA) : littérature apocryphe chrétienne.

- CETEDOC Library of Christian Latin Texts (CLCLT), ou depuis octobre 2001 Library of Latin Texts (LLT) : version numérique d'après les séries CCSL et CCCM. La dernière version contient près de 50 millions de mots, couvrant la période classique (depuis Livius Andronicus) jusqu'au XXe siècle (avec le concile de Vatican II), et a été réalisée en intégrant partiellement les collections Corpus Scriptorum Ecclesiasticorum Latinorum, Sources chrétiennes, Patrologie Latine de Migne, Acta Sanctorum, Analecta Hymnica Medii Aevi.

## Autres sous-séries
Le Corpus Christianorum contient aussi :
- Corpus Christianorum, Studies
  - Bibliotheca Basiliana Universalis
  - Hagiographies
  - Lingua Patrum

- Lexicography
  - Thesaurus Patrum Latinorum
  - Thesaurus Patrum Latinorum Supplementum
  - Thesaurus Patrum Graecorum
  - Thesaurus Patrum Latinorum, Instrumenta Lexicologica Latina

- Sacris Erudiri, revue